# VoWi 10, 11 und 18
Die Lokomotiven VoWi 10, 11 und 18 der Vorortbahn Wilhelmshaven (VoWi) waren Tenderlokomotiven für den gemischten Dienst, die 1939 und 1944 von der Lokomotivfabrik Jung gebaut wurden.
Die Lokomotiven wurden bis 1964 eingesetzt. Danach wurden alle verschrottet.

## Geschichte
Ab den 1930er Jahren lieferten die Firmen Krupp, Henschel, Orenstein & Koppel und Jung zahlreiche Lokomotiven an die Marinebahn Wilhelmshaven für die verschiedenen Dienste auf dem weitverzweigten Gleisnetz bei der Hafenbahn.
1939 lieferte Jung zwei Nassdampflokomotiven, die auch für den Personenverkehr verwendet werden sollten. 1944 folgte eine dritte Lokomotive, die sich nur durch die geraden Wasserkästen unterschied. Es waren mehrere Lokomotiven dieser Reihe geplant, geliefert werden konnte aber lediglich diese eine Maschine.
Die VoWi 10 und 11 versahen bis 1964 ihren Dienst. Die VoWi 18 wurde bereits 1951 an die Zeche König Ludwig verkauft und dort als III3 bezeichnet. Zu einem nicht bekannten Zeitpunkt kam sie zur Zeche Ewald und erhielt die Betriebsnummer VIIII. Wann die Lokomotive ausgemustert wurde, ist nicht bekannt.

## Technik
Die Lokomotiven besaßen einen Blechrahmen. Sie führten die Wasservorräte ausschließlich in den seitlichen Wasserkästen mit. Die Kohlenkästen lagen hinter dem Führerhaus und mussten bald durch einen hinteren Anbau vergrößert werden.
Die Dampfmaschine besaß Heusinger-Steuerung und war mit Müller-Schieber versehen. Die Lokomotiven waren mit Kuhnschen Schleifen ausgerüstet. Der Dampfdom diente als Speisedom, auf dem Kesselscheitel saß der Sandkasten. Gespeist wurde er von zwei Strahlpumpen. Die Lokomotiven waren mit einer elektrischen Beleuchtung mit Turbogenerator ausgerüstet. Neben der indirekten Bremse Bauart Knorr war eine Handbremse vorhanden.